# Öresundsposten
Öresundsposten var en svensk dagstidning, utgiven i Helsingborg.
Öresundsposten uppsattes i december 1847 av Oscar Patric Sturzen-Becker, men övertogs 1855 av Fredrik Theodor Borg. Under hans ledning fick den snart stor spridning både i staden och på landet. Borg efterträddes 1895 av Axel Svenson.  Tidningen var från början republikansk samt ivrig förfäktare av folkupplysning, humanitet, lagstiftningsreformer och utjämning av klasskillnaderna. Den skaffade sig flera framstående medarbetare, som Paul Gabriel Ahnfelt, Nils Lilja, Henrik Schönbeck, Maximilian Axelson, Eva Wigström (signaturen "Ave") samt Hjalmar Strömer med flera. I början av 1900-talet erhöll den bidrag av bland andra Karl Gustav Ossiannilsson, Børge Janssen och Johan August Törnblom. Efter olika indragningar bar tidningen namnet Allmänna Öresundsposten 1860, Nyare Öresundsposten 1860–1868, Nyaste Öresundsposten 1868–1897 och från 1897 åter sitt ursprungliga namn. Den utgavs i olika skeden en, två, tre och fyra gånger i veckan samt var från och med 1874 daglig (sex gånger i veckan). Utom den dagliga upplagan medföljde från 1906 varje lördag söndagsbilagan Våra hem.  Öresundsposten uppgick 1931 i Nordvästra Skånes Tidningar, där den förblev en egen edition till 2001.